# My Secret Lover
My secret lover er Privates debutalbum, og blev udgivet 8. oktober 2007. Sangene "My Secret Lover" og "Crucify my Heart" hittede straks.

## Spor
1. We Got Some Breaking Up to Do
2. One in a Million
3. My Secret Lover
4. Crucify My Heart
5. That Boy is Hurting You
6. Let’s Make Love (underneath
7. The Appletree)
8. Killer on the Dance Floor
9. Waiting for Tonight
10. I Can’t Wait
11. Stranger in the Night